# منقار الدجاجة
منقار الدجاجة (بالإنجليزية: Albireo) هو النجم بيتا في كوكبة الدجاجة ولمعانه الظاهري 3.1 قدر ظاهري , وهو عبارة عن نجم مزدوج (نجم ثنائي) . يختلف النجمان اختلافا كبيرا من حيث اللون، ونجمه الألمع يبلغ 3.2 قدر ظاهري، ونجمه الآخر أقل لمعاناً وذو قدر ظاهري = 5.4 ويبعد عن الأول بحوالي 34 .
تسهل رؤى نجمي منقار الدجاجة بواسطة تلسكوب صغير فيرى النجمان منفصلان، ويتباين لونهما الجميل .

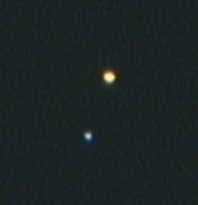
ثنائي منقار الدجاجة.

النجم اللامع يبدو أصفرا محمرا من نوع عملاق عظيم فائق والتصنيف الطيفي K3 . يبلغ شدة ضيائه نحو 100 ضعف لضياء الشمس ، ويبلغ قطره أكبر 19,2 من قطر الشمس . النجم الأقل لمعاناً يبدو مائلاً إلى الزرقة، وسطوعه الظاهري يبلغ 1و5 قدر ظاهري ، وتصنيف طيفه B8 . وينشأ الاختلاف في الألوان من اختلاف درجتي حرارة سطحيهما . يبعد منقار الدجاجة عنا بحوالي 390سنة ضوئية (تعادل 130 فرسخ فلكي). يرى الثنائي من الأرض وبينهما زاوية قدرها 34 ثانية قوسية. يميل مستوى فلك النجم الأصغر حول الأكبر بزاوية 54 درجة بالنسبة لنا.